# Montesa Cota 247
La Montesa Cota 247 fou un model de motocicleta de trial fabricat per Montesa entre 1968 i 1980. Al llarg de la seva vida comercial se'n produïren diverses versions, totes elles amb les següents característiques generals: conjunt dipòsit-selló d'una sola peça en color vermell, motor de dos temps monocilíndric refrigerat per aire de 247,69 cc (tret de la darrera versió, de 237,5 cc), bastidor de simple bressol, frens de tambor i amortidors de forquilla convencional davant i telescòpics darrere. El 1971, Montesa en llançà una versió infantil (la Cota 25) que donà origen a una variada gamma de models que anà evolucionant fins a arribar als nostres dies, en què les Montesa Cota són fabricades per Honda.
Presentada el maig de 1968, la Cota 247 era la resposta de Montesa a la Sherpa T, el reeixit model creat per Bultaco el 1965 que havia revolucionat un esport, el trial, practicat fins aleshores amb feixugues motocicletes britàniques propulsades amb motor de quatre temps. El nou model de Montesa representà un impuls definitiu per a aquesta disciplina i entrà de seguida en forta competència esportiva i comercial amb la Sherpa T, esdevenint des del seu naixement una de les millors motos de trial del mercat i assolint nombrosos triomfs internacionals a mans de pilots com ara Don Smith, Gordon Farley, Benny Sellman, Rob Shepherd, Rob Edwards o Ulf Karlson.
Però la Cota 247 no destacà només en l'apartat esportiu i comercial, sinó també i especialment en els del disseny industrial i la innovació tecnològica. Aquest model significà un punt d'inflexió important en el sector de la motocicleta a causa de la seva bellesa estètica, esperit d'avantguarda i amenitat de conducció, arribant a obtenir el premi de la crítica i el Delta d'Argent ADI-FAD al millor disseny industrial de 1968 i, més endavant, amb motiu dels 25 anys dels premis ADI-FAD, el Delta d'Or en reconeixement de les seves aportacions d'avantguarda. A banda, ha estat situada al setè lloc de la llista dels 100 millors dissenys de motocicletes del segle XX i és una de les poques motos que s'han pogut admirar en alguna ocasió al MoMA de Nova York.

## Història

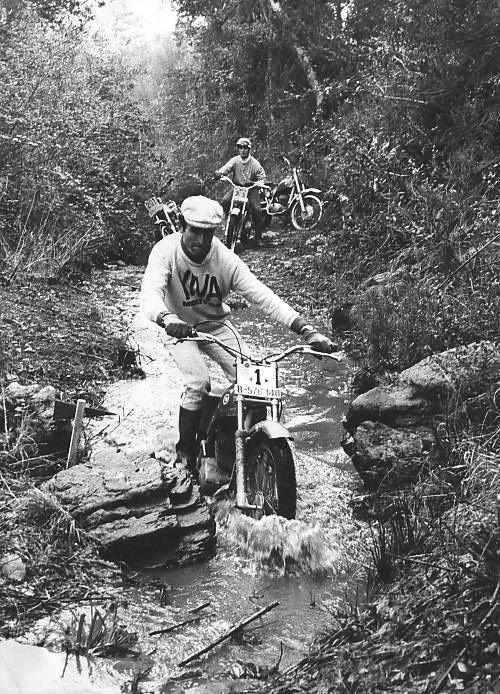
Pere Pi amb la Cota 247 cap a 1969

L'autoria de la Cota 247 ha estat sovint atribuïda al prestigiós dissenyador industrial de Montesa Leopoldo Milà, ja que fou ell qui la presentà en públic en ser membre de l'associació ADI-FAD, però de fet Milà s'encarregà bàsicament de l'acabat estètic d'aquest model. La moto és fruit de l'obra de Pere Pi (pilot oficial i cap de desenvolupament de la marca) en estreta col·laboració amb el tècnic Jordi Ros, els quals comptaren amb les aportacions del Campió de França Christian Rayer i, més endavant, de Don Smith (un dels millors pilots de trial de l'època).

### Preliminars
Malgrat que inicialment Montesa no es prenia el trial tan seriosament com Bultaco, a partir de 1967 s'hi posà i a l'abril d'aquell any presentà la seva primera moto fabricada en sèrie d'aquesta modalitat: la 250 Trial, de la qual se'n produïren només 44 unitats. Amb aquell model, Pere Pi guanyà el 1968 el primer Campionat d'Espanya de trial de la història mentre, paral·lelament, el departament d'I+D de Montesa es dedicava en ple al desenvolupament de la que hauria de ser una de les motocicletes més reeixides de l'empresa: la Cota 247.
En la fase inicial de disseny, Pere Pi aplicà el seu esperit estalviador pensant no només en l'aspecte estètic i funcional de la moto, sinó també en la manera com es fabricaria i es muntaria, que havia de ser la més eficient possible. Es tractava de maximitzar l'economia de mitjans utilitzats en la seva confecció. Un cop enllestit el primer prototipus, el començaren a provar per la Serralada de Marina Pere Pi, el seu cunyat Josep Isern i el pilot de trial Joan Bordas.

### El nom
Com era habitual amb els nous models fora d'asfalt de Montesa, Pere Pi s'encarregà de batejar el nou projecte de moto de trial de la marca. En aquesta ocasió, anotà diverses opcions i les presentà a votació entre el seu cercle de coneguts dins de la fàbrica. Entre tots els proposats s'acabà imposant el de Cota, probablement perquè era curt i adient per a allò a què anava destinada, ja que feia referència a la cota d'una muntanya.

### El manillar

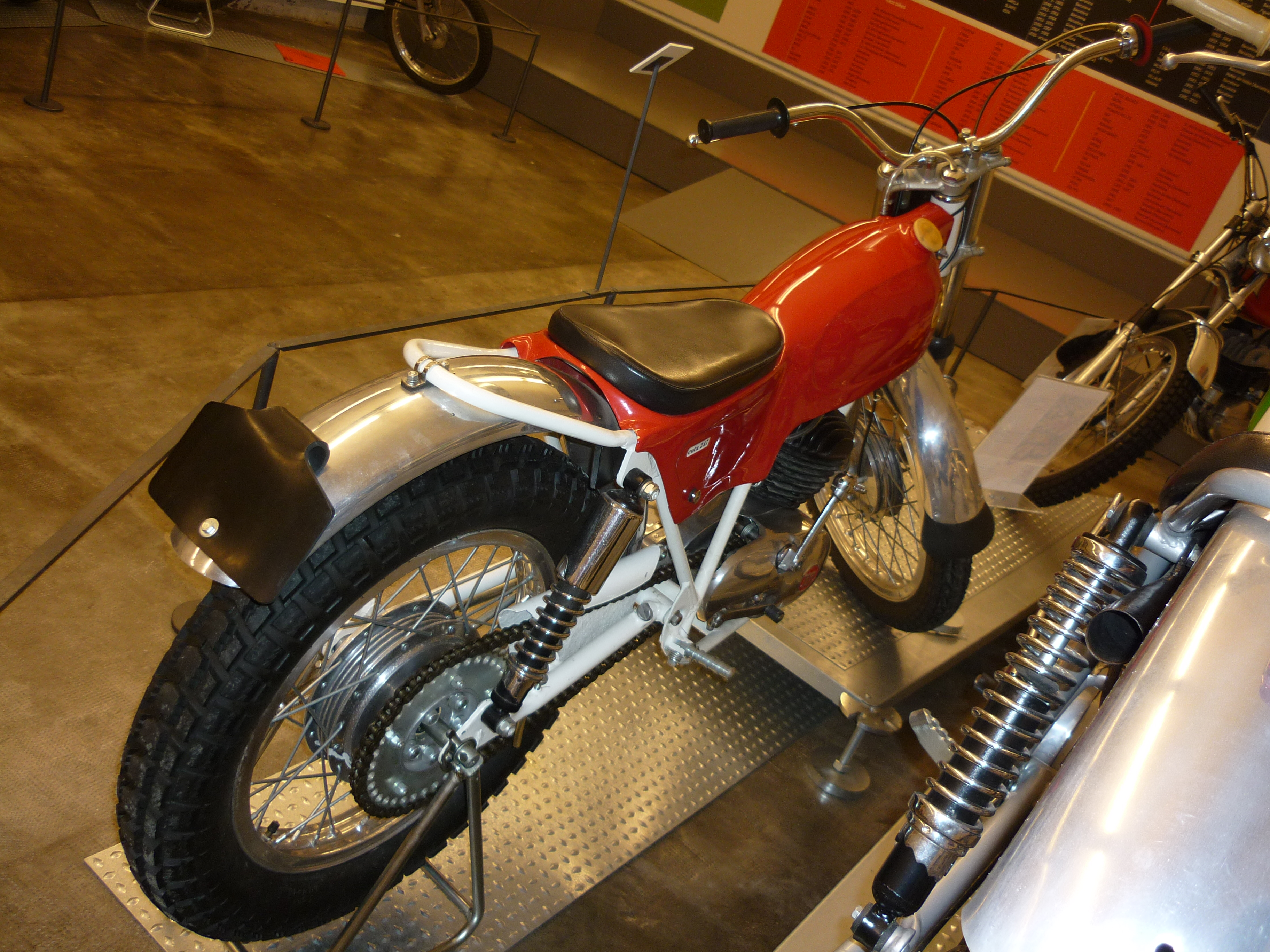
Vista de la primera versió de 1968 on s'aprecia el manillar creat per Don Smith

A finals de 1967, Montesa convidà Don Smith a provar la futura Cota 247 MKI. Quan l'anglès visità per primera vegada la fàbrica, el portaren a Begues (Baix Llobregat) a provar la moto, aleshores en fase de desenvolupament. Un cop l'hagué provada, el primer que demanà Smith a l'equip tècnic fou modificar el manillar per a deixar-lo al seu gust. Amb un bufador i seguint les seves indicacions, en menys de 30 minuts es retocà el manillar fins a donar-li la forma que Smith volia. El resultat fou tan encertat que perdurà tota la vida de la Cota 247, i a més a més se'n varen vendre milers a altres fabricants, que els muntaven als seus models sense cap modificació.
Un cop provada la moto, Don Smith considerà que era molt prometedora i signà tot seguit un contracte com a pilot oficial de Montesa per tal de col·laborar en el desenvolupament del prototipus.

### Presentació
La Cota 247 es presentà oficialment el maig de 1968 al Saló de l'Automòbil de Barcelona, poc abans que se celebressin els Sis Dies d'Escòcia de Trial. El disseny, punt clau de la nova moto, fou obra de Leopoldo Milà i el resultat fou molt elogiat per la seva harmonia de línies, la cromàtica en els acabats i l'innovador disseny del conjunt dipòsit/seient d'una sola peça en fibra de vidre.
Don Smith, en la seva faceta de provador de motos de trial, lliurà un article sobre l'assaig que feu de la Cota 247 al prestigiós setmanari anglès Motor Cycle News, que el publicà amb el títol «Amazing!» ("Sorprenent!", "Extraordinari!"). S'iniciava així l'expansió i internacionalització de la marca "Montesa" que la dugué en poc temps a ser una de les més prestigioses en el sector industrial de les dues rodes, en gran part sustentada per l'èxit de la Cota.

### Debut en competició

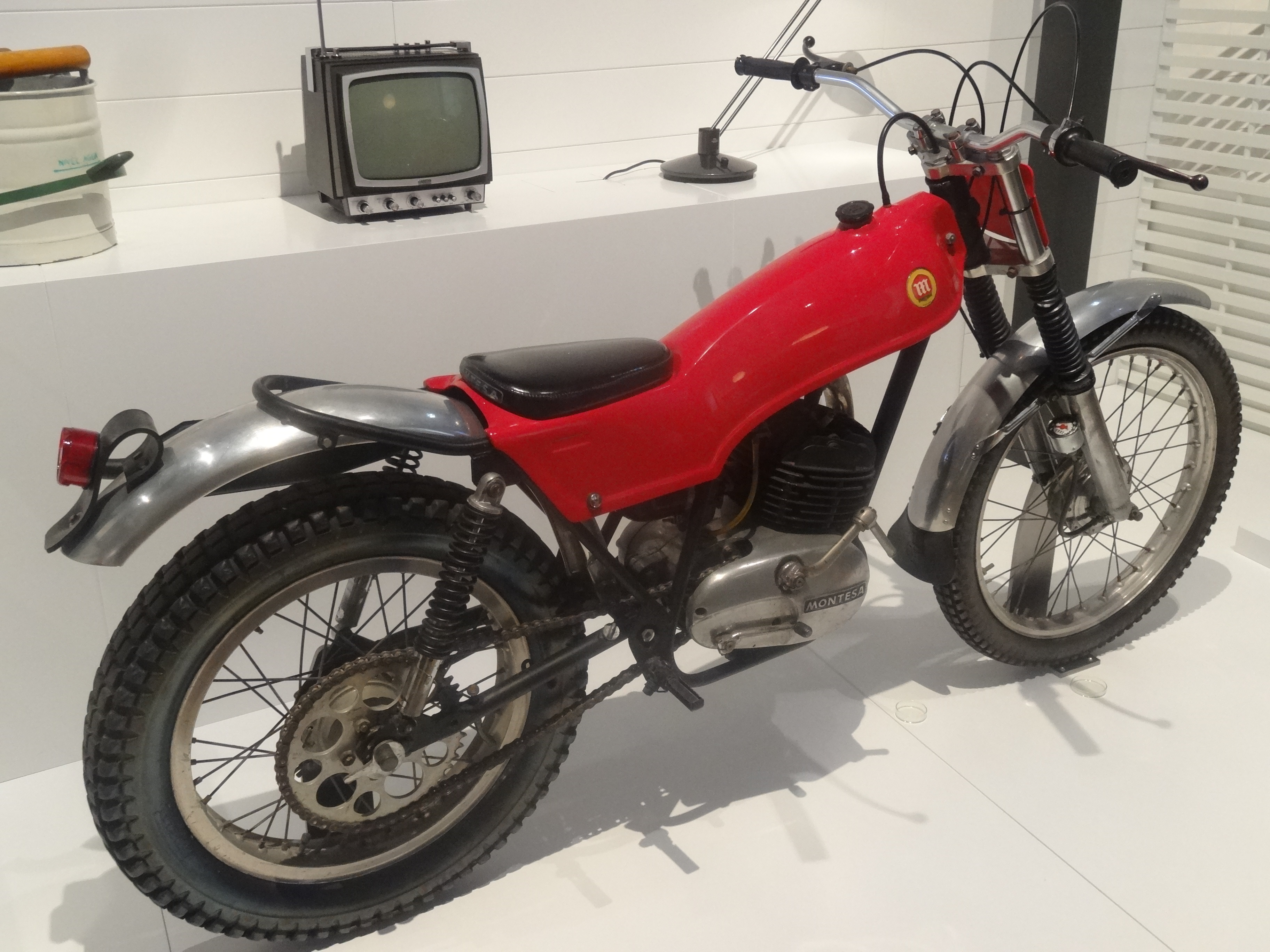
Una Cota 247 de 1974 a la Col·lecció Disseny Industrial del Museu del Disseny de Barcelona. El seu estat de conservació és un xic descurat.

Tot just acabada de presentar, s'enviaren tres unitats de la moto a Escòcia per a participar en la prova reina de la disciplina en aquells temps, els Sis Dies d'Escòcia. Els pilots en foren Pere Pi, Charlie Harris, Christian Rayer i Don Smith, qui hi quedà tercer i aviat aconseguí la primera victòria d'una Montesa en terres britàniques, concretament al trial de Hillsborough (Sheffield), demostrant així el gran potencial de la nova moto. Després d'un any desenvolupant la Cota 247, Smith guanyà el primer trial internacional per a Montesa el 16 de gener de 1969: fou el trial de Bèlgica, puntuable per al campionat europeu acabat d'estrenar i que substituïa l'anterior "Challenge Henry Groutards". Smith va acabar guanyant aquell primer campionat d'Europa després d'un emocionant duel amb Sammy Miller i la seva Sherpa T.

### Repercussió
Els èxits esportius de la Cota 247 provocaren l'expansió comercial de Montesa i en dispararen les exportacions, tant al mercat europeu com al nord-americà. D'altra banda, les nombroses innovacions que incorporava aquest model feien que molts clients la compressin no només per a fer-hi trial, sinó per a anar-hi d'excursió o de passeig (fins i tot per ciutat, cosa que fou tota una novetat a l'època). De fet, moltes unitats es destinaven a un ús exclusivament urbà, motiu pel qual les vendes se'n dispararen i arribaren a representar un percentatge important del mercat.
La moto tingué tan bona acollida al mercat que Montesa no donava l'abast a produir-la i no en cobria la demanda (segons diverses estimacions, se'n varen fabricar més de 22.000 unitats). La seva popularitat la va mantenir en producció fins i tot després que aparegués la seva teòrica successora, la Cota 348 de 1976.

## Característiques
La Cota 247 fou un model que aportà moltes innovacions tècniques i estètiques, bona part de les quals indispensables actualment en aquesta mena de motocicletes, entre elles:
- El conjunt dipòsit-selló, d'una sola peça en fibra de vidre. Amb això s'aconseguia una gran estilització i lleugeresa de formes que permetia controlar-ne l'estabilitat més fàcilment. La idea se li acudí a Pere Pi a partir d'un plàtan[11] i l'anà desenvolupant primer amb plastilina, com a maqueta, passant després a la fibra de vidre per a la producció. Fou imitat per moltes marques i actualment hi ha milions de motos al món amb el dipòsit-selló d'una sola peça.
- Els estreps plegables.[26] Fins aleshores tots els estreps eren rígids respecte al xassís i xocaven amb les roques, però a la primera prova d'una moto de trial que va fer Pere Pi s'adonà que havien de ser plegables, per tal que no topessin amb els obstacles. En no saber quin seria el millor angle, començà amb el 50%[11] (per tant, 45°) i així es varen quedar fins al dia d'avui. Actualment totes les motos del món, fins i tot les de carrer, tenen els estreps plegables.

- El suport de la placa de matrícula del darrere,[27] de goma i en forma de cargol per tal d'aconseguir una posició més vertical de la placa i evitar-ne el trencament. Actualment hi ha una bona quantitat de motos que han aplicat també aquesta innovació, creada per Pi el 1967.
- La Cota 247 fou la primera moto de trial de la història amb canvi de cinc velocitats.[28] El disseny del canvi fou obra de Jordi Ros i va resultar revolucionari. Ros partí de la base del motor de la Impala, tot i que aquell model mai no incorporà les cinc velocitats perquè Leopoldo Milà no ho considerava necessari.[11]

- Innovadora fins als darrers detalls, el seu petit seient acoblat al dipòsit fou també característic i esdevingué típic de tota la gamma Cota de Montesa.

## Versions
La Cota 247 s'anà perfeccionant constantment al llarg dels anys. Les solucions adoptades en aquest model serviren sovint de referència per a motos de trial d'altres marques, esdevenint el seu disseny un estàndard a tot el món.

### Llista de versions produïdes
Totes les versions de Cota 247 fabricades s'identificaven amb el mateix codi de model, el 21M. El número de versió indicat (MKn) és una convenció habitual entre els experts, però mai no fou emprada per l'empresa: a la seva època, Montesa només distingia les versions dels seus models per any de fabricació i número de sèrie, de manera que la versió que hom coneix sovint com a "MKI", per a Montesa era la Cota 247 "68".
| Versió                    | Cilindrada                | Anys                      | Núm. Sèrie                | Unitats | Trets característics                            |
| ------------------------- | ------------------------- | ------------------------- | ------------------------- | ------- | ----------------------------------------------- |
| MKI ("68")                | 247 cc                    | 1968 - 1969               | 21M0 - 21M1800            | 1.800   | Xassís blanc i tambors grossos                  |
| MKII ("70")               | 247 cc                    | 1970                      | 21M1800 - 21M3000         | 1.200   | Xassís blanc i tambors petits                   |
| MKIII ("71")              | 247 cc                    | 1971 - 1972               | 21M3000 - 21M6600         | 3.000   | Xassís gris i amortidors grocs                  |
| MKIV ("72")               | 247 cc                    | 1972 - 1973               | 21M6600 - 21M13107        | 5.600   | Dipòsit-selló estilitzat i xassís gris          |
|                           |                           |                           |                           |         |                                                 |
| MKV ("74")                | 247 cc                    | 1974                      | 21M13107 - 21M19228       | 7.600   | Dipòsit-selló estilitzat i xassís negre         |
| Cota 247-T ("74")         | 247 cc                    | 1974                      | 21M13107 - 21M19228       | 7.600   | Dipòsit amb embellidors daurats i punys negres  |
|                           |                           |                           |                           |         |                                                 |
| VUK Versió Ulf Karlson    | 247 cc                    | 1975 - 1978               | 21M19228 - 21M25137       | 4.400   | Dipòsit amb franja grana i càrters nous         |
| Cota 247-T ("75")         | 247 cc                    | 1975                      | 21M19779                  | 4.400   | Dipòsit amb embellidors daurats i punys marrons |
|                           |                           |                           |                           |         |                                                 |
| Cota 247-T ("76")         | 247 cc                    | 1976 - 1977               | 21M21482                  | ?       | Dipòsit amb franja grana i càrters nous         |
| Cota 247 C                | 237 cc                    | 1978 - 1980               | 21M25137 - 21M27337       | 2.300   | Dipòsit-selló amb ratlles negres i tirants      |
| Cota 247-T ("78")         | 237 cc                    | 1978                      | 21M25307                  | ?       | Dipòsit-selló tipus "Cota 348"                  |
| Total d'unitats produïdes | Total d'unitats produïdes | Total d'unitats produïdes | Total d'unitats produïdes | 25.900  |                                                 |

Notes
1. ↑  El número de sèrie final, quan s'indica, és en realitat l'inicial de la versió següent (es desconeix el darrer número de sèrie efectiu de cada versió)
2. 1 2  El total de 7.600 unitats correspon al global de la versió MKV
3. 1 2  El total de 4.400 unitats correspon al global de la Versió Ulf Karlson més la 247-T "75"/"76"
4. ↑  Sense comptar les versions "76" i "78" de la 247-T

### MKI ("68")

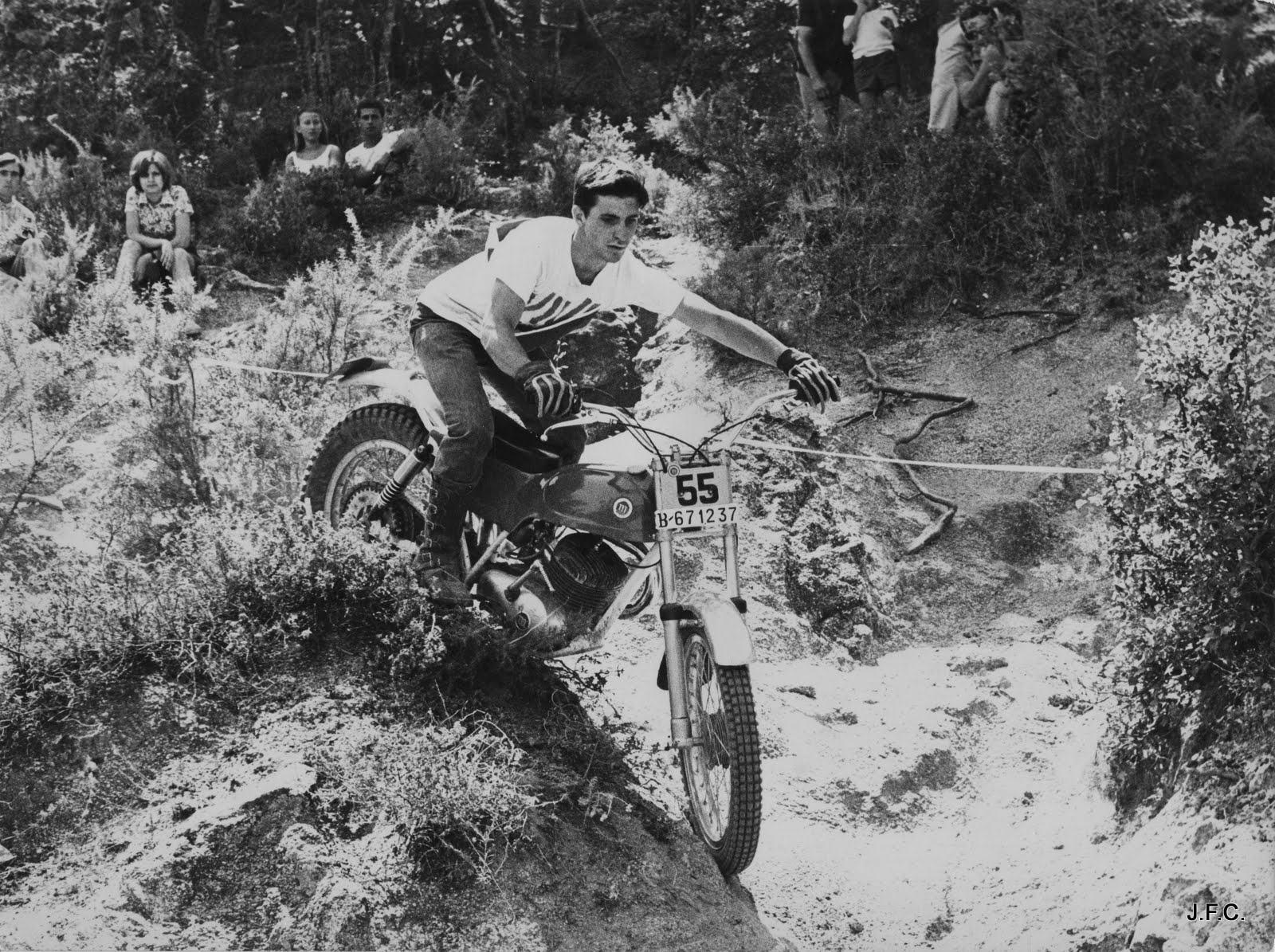
Joan Font amb la Cota 247 MKI al Trial de Les Santes de 1969

Coneguda també com a "Tambors grossos" per la mida exagerada dels seus tambors de fre, de 180 mm de diàmetre. Aquests tambors eren heretats de la Trial 250 -els quals provenien al seu torn de la Impala- i degut a la seva mida la corona del darrere en acer estava trepada molt al caire. Les llandes amples i amb nervis també eren molt característiques d'aquest model, així com la llarga tovera d'admissió per tal que entrés en ressonància a baixes revolucions, guanyant en potència a aquest règim. El carburador era l'Amal de 27 mm, substituint el clàssic Irz de 24 mm de difusor de l'època. Els pneumàtics eren encara Firestone d'espiga.
Pel que fa a l'estètica, allò que cridava més l'atenció del seu disseny era el conjunt dipòsit-selló en color vermell viu, el xassís blanc i l'acabament pla del tub d'escapament. A les tapes laterals del filtre, sota el selló, hi destacaven sengles etiquetes blanques amb la inscripció "Cota 247" en lletres negres.
Fitxa tècnica
| Versió "68" (MKI)    | Versió "68" (MKI)              | Versió "68" (MKI) |
| -------------------- | ------------------------------ | ----------------- |
|                      | Cota 247                       |                   |
| Núm. Sèrie           | 21M0 - 21M1800                 |                   |
| Anys                 | 1968 - 1969                    |                   |
| CC                   | 247,69                         |                   |
| Diàmetre x Carrera   | 72,55 x 60 mm                  |                   |
| Compressió           | 10:1                           |                   |
| CV                   | 19 a 6.500 rpm                 |                   |
| Carburador           | Irz 24 mm / Amal 27 mm         |                   |
| Canvi                | 5 velocitats                   |                   |
| Suspensió davant     | Forquilla telescòpica Montesa  |                   |
| Suspensió darrera    | Amortidors hidràulics Telesco  |                   |
| Pneumàtic davant     | 2,75 x 21                      |                   |
| Pneumàtic darrera    | 4,00 x 18                      |                   |
| Frens davant         | Tambor 180 mm                  |                   |
| Frens darrera        | Tambor 180 mm                  |                   |
| Capacitat dipòsit    | 6,5 litres                     |                   |
| Trets característics | Xassís blanc i tambors grossos |                   |

Evolució
| Núm. Sèrie                                                                                                | Data          | Canvis |
| --- | ------------- | --- |

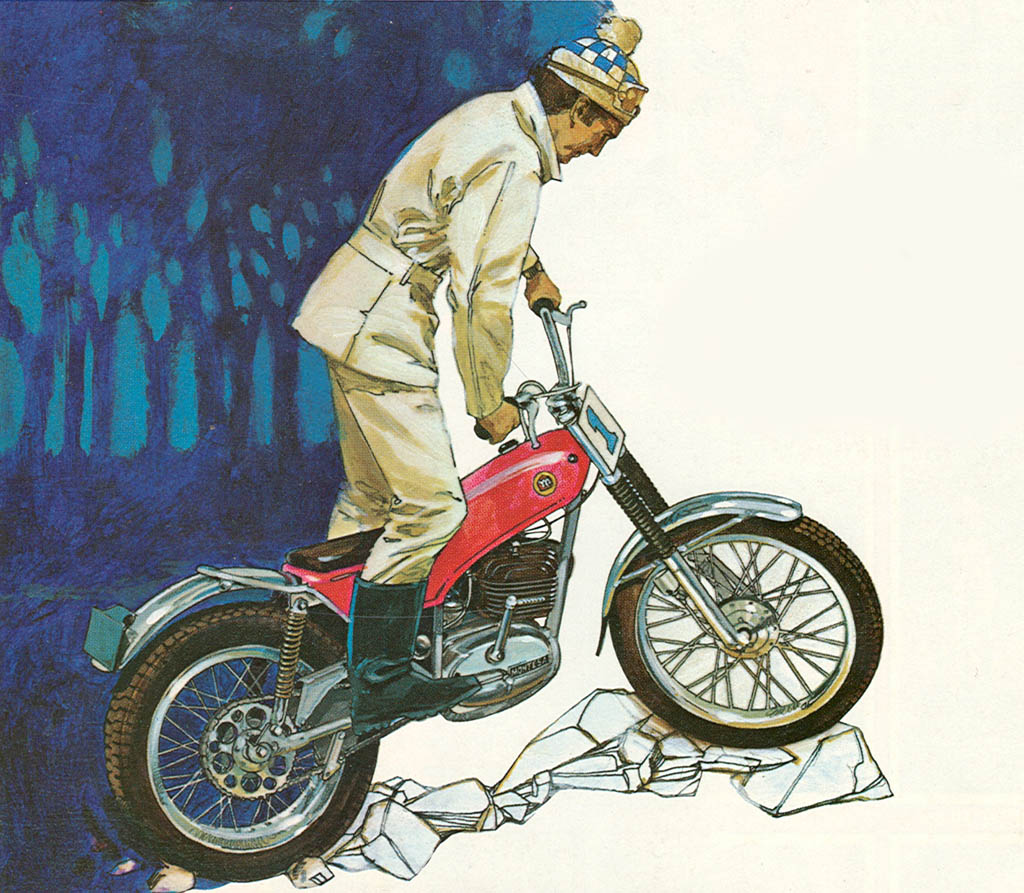
Propaganda de la Montesa Cota 247 dels volts de 1969. El pilot és en Pere Pi.

| 21M500 | juliol 1968   | \| • Llista de canvis \| \| --------------------------------------------------------------------------------------------------------- \| \| - S'hi afegeix guia de cadena. - Substitució del carburador Irz de 24 mm de difusor per un Amal de 27 mm. \| |
| 21M600 | juliol 1968   | Substitució dels engranatges del secundari de la 1a i 2a velocitat, amb el desplaçable corresponent. |
| 21M1191                                                                                                   | novembre 1968 | Tensor de cadena monobraç i patí opcionals. |
| 21M1307                                                                                                   | febrer 1969   | Dos segments passen a ser rectes (abans, el superior era en forma de "L"). |
| • Llista de canvis                                                                                        |               | |
| - S'hi afegeix guia de cadena. - Substitució del carburador Irz de 24 mm de difusor per un Amal de 27 mm. |               | |

### MKII ("70")
El canvi més destacable d'aquesta versió fou el dels antics rodets (tambors) "grossos" a uns altres de 110 mm de diàmetre, aconseguint així d'alleugerir gairebé 3 kg de massa no suspesa. Per aquest motiu, se l'anomenà també "Tambors petits". La corona posterior disposava de trepats nous i més grans.
Fitxa tècnica
| Versió "70" (MKII)   | Versió "70" (MKII)            | Versió "70" (MKII) |
| -------------------- | ----------------------------- | ------------------ |
|                      | Cota 247                      |                    |
| Núm. Sèrie           | 21M1800 - 21M3000             |                    |
| Anys                 | 1970                          |                    |
| CC                   | 247,69                        |                    |
| Diàmetre x Carrera   | 72,55 x 60 mm                 |                    |
| Compressió           | 10:1                          |                    |
| CV                   | 19 a 6.500 rpm                |                    |
| Carburador           | Amal 27 mm                    |                    |
| Canvi                | 5 velocitats                  |                    |
| Suspensió davant     | Forquilla telescòpica Montesa |                    |
| Suspensió darrera    | Amortidors hidràulics Telesco |                    |
| Pneumàtic davant     | 2,75 x 21                     |                    |
| Pneumàtic darrera    | 4,00 x 18                     |                    |
| Frens davant         | Tambor 110 mm                 |                    |
| Frens darrera        | Tambor 110 mm                 |                    |
| Capacitat dipòsit    | 6,5 litres                    |                    |
| Trets característics | Xassís blanc i tambors petits |                    |

Evolució
Enmig d'aquesta versió, se li canviaren els estreps cilíndrics per uns de plans i es realitzà l'acabament del tub d'escapament en forma cilíndrica.
| Núm. Sèrie | Data    | Canvis                                                                  |
| ---------- | ------- | ----------------------------------------------------------------------- |
| 21M2000    | maig    | L'engranatge helicoidal de primària passa a ser de dentat normalitzat.  |
| 21M2280    | agost   | Nous raigs a la roda posterior en acer més resistent i lleuger.         |
| 21M2505    | octubre | Noves tiges de duralumini (per comptes de les anteriors d'acer pintat). |

### MKIII ("71")

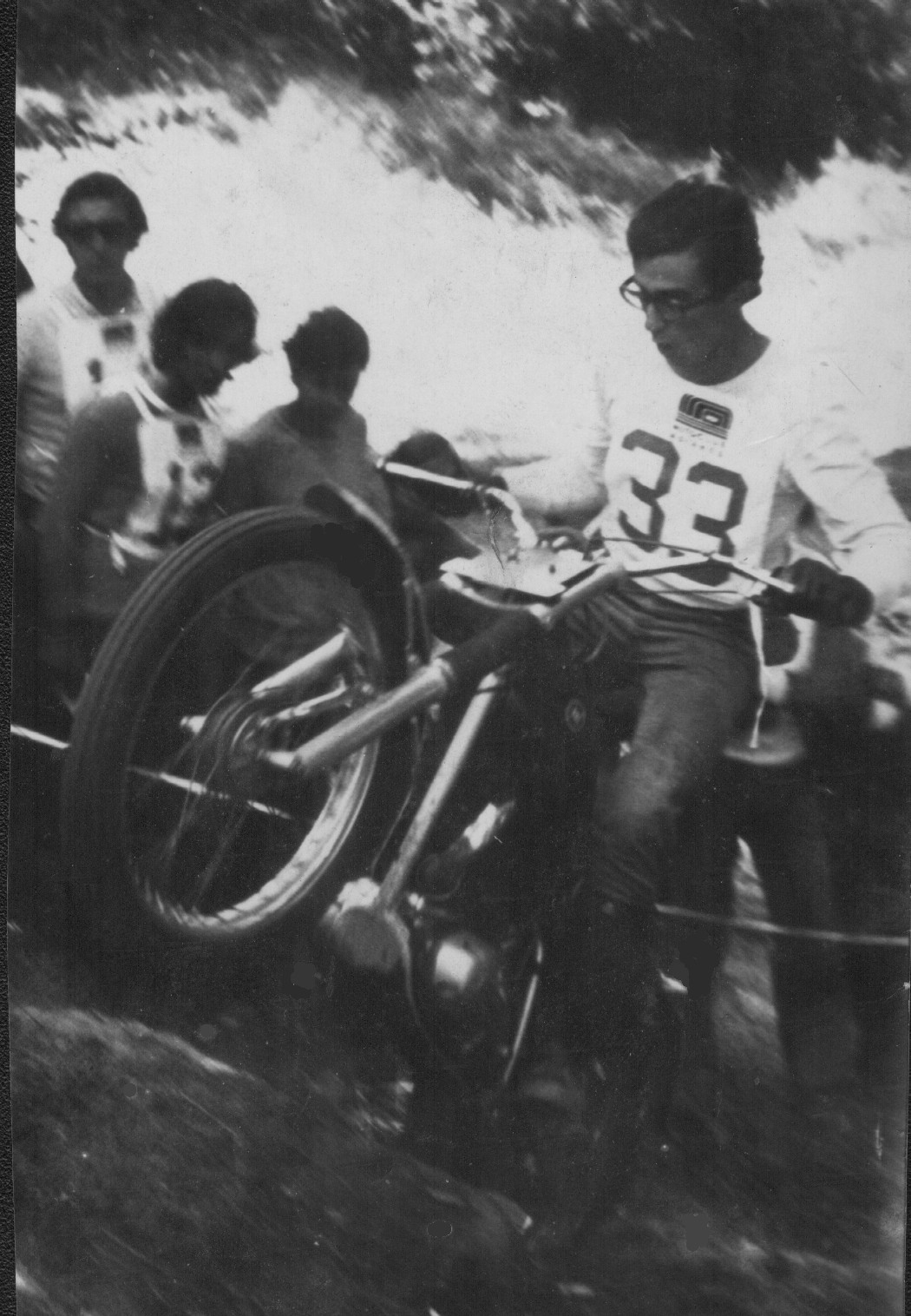
Jordi Fornas amb la Cota 247 MKIII al trial de Moià de 1971

El nou color del xassís, gris, i els cridaners amortidors grocs era el que més en destacava a simple vista, tot i que durant la seva història la versió MKIII experimentà múltiples canvis. Inicialment, el motor mantenia les tapes laterals convexes i més tard passaren a ser planes. Les llandes passaren a ser de duralumini i estretes i es posà gran cura en pedals i estreps per a impedir-ne el xoc amb pedres i obstacles: els pedals del canvi (a la dreta) i del fre (a l'esquerra) tenien les puntes més recollides que als models anteriors. Com a opció se li podien instal·lar estreps posteriors.
Fitxa tècnica
| Versió "71" (MKIII)  | Versió "71" (MKIII)            | Versió "71" (MKIII) |
| -------------------- | ------------------------------ | ------------------- |
|                      | Cota 247                       |                     |
| Núm. Sèrie           | 21M3000 - 21M6600              |                     |
| Anys                 | 1971 - 1972                    |                     |
| CC                   | 247,69                         |                     |
| Diàmetre x Carrera   | 72,55 x 60 mm                  |                     |
| Compressió           | 10:1                           |                     |
| CV                   | 22,8 a 6.500 rpm               |                     |
| Carburador           | Amal 27 mm                     |                     |
| Canvi                | 5 velocitats                   |                     |
| Suspensió davant     | Forquilla telescòpica Montesa  |                     |
| Suspensió darrera    | Amortidors hidràulics Telesco  |                     |
| Pneumàtic davant     | 2,75 x 21                      |                     |
| Pneumàtic darrera    | 4,00 x 18                      |                     |
| Frens davant         | Tambor 110 mm                  |                     |
| Frens darrera        | Tambor 110 mm                  |                     |
| Capacitat dipòsit    | 6,5 litres                     |                     |
| Trets característics | Xassís gris i amortidors grocs |                     |

Evolució
| • Llista de canvis |
| --- |
| - Nova culata i cilindre amb més aletejat i amb unes característiques osques al cilindre. - Nou cilindre amb tercer transferidor. - Nou pistó amb finestra al costat de l'admissió per al tercer transferidor. - Segments de gruix molt fi: 0,7 mm per comptes dels 1,5 mm anteriors. - Eix de la roda anterior. - Nou cavallet. - Nova forquilla anterior amb ampolles d'una peça, per comptes de les anteriors amb la part inferior desmuntable. - Nova aixeta de benzina. - Volant d'inèrcia. - Nous plat de bobines i volant magnètic. - Nova caixa de filtre i carburador: Amal concèntric amb gicler de 40-150 (abans, 160). - Substitució de la presa d'admissió llarga d'alumini per una altra de baquelita anti-calòrica negra molt més curta. |

| • Llista de canvis |
| --- |
| - Nous amortidors amb molles de pas grogues i més reduïdes. - Acabat de cubs i plats portasabates en alumini polit. - Corona de transmissió posterior en duralumini. |

| • Llista de canvis |
| --- |
| - Noves tapes del càrter planes - Nou manegí esquerre del cigonyal, més curt (permet la tapa plana) - Nova palanca de fre posterior - Nou cilindre amb camisa més llarga - Canvi de velocitats amb eix secundari, forquilles, desplaçables i engranatges nous - Nou conjunt trinquet d'arrencada. - Nova molla d'arrencada. - Nou eix d'arrencada adoptat de la Cappra GP 250 - Nova palanca de canvis i eix selector - Dentat del pinyó de sortida més separat del càrter. |

| • Llista de canvis |
| --- |
| - Tensor-guia de cadena de doble braç (inalterat fins al final). - Basculant amb suport adaptat per al nou tensor-guia. - Nou cobertor de cadena més envoltant i ancorat davant del suport de l'amortidor. |

### MKIV ("72")
En aquesta versió, l'element més característic de la Cota (el conjunt dipòsit-selló) pateix un canvi important: se'n retallen els faldons laterals i s'estilitza i estreny el conjunt, eliminat de passada les fenedures del dipòsit. En ser aquest ara més estret, el tap s'alinea amb el respirador. Al petit seient se li serigrafia al darrere la marca "Montesa" en blanc. D'altra banda, la Cota duu per primer cop de sèrie enllumenat i avisador acústic.
Un altre element distintiu d'aquesta versió són les proteccions de goma negres a la forquilla anterior. El manillar porta un nònius soldat per a la seva regulació (el manual d'instruccions n'indica les pautes de regulació dels pilots oficials de la marca). Els suports dels comandaments passen d'anar soldats al manillar a anar-hi embridats, i ara són de duralumini. El cavallet passa a ancorar-se al basculant en comptes del xassís. La roda del darrere abandona el dibuix de tipus espiga i esdevé com les de trial actuals.
Fitxa tècnica
| Versió "72" (MKIV)   | Versió "72" (MKIV)                     | Versió "72" (MKIV) |
| -------------------- | -------------------------------------- | ------------------ |
|                      | Cota 247                               |                    |
| Núm. Sèrie           | 21M6600 - 21M13107                     |                    |
| Anys                 | 1972 - 1973                            |                    |
| CC                   | 247,69                                 |                    |
| Diàmetre x Carrera   | 72,55 x 60 mm                          |                    |
| Compressió           | 10:1                                   |                    |
| CV                   | 22,8 a 6.500 rpm                       |                    |
| Carburador           | Amal 27 mm                             |                    |
| Canvi                | 5 velocitats                           |                    |
| Suspensió davant     | Forquilla telescòpica Montesa          |                    |
| Suspensió darrera    | Amortidors hidràulics Telesco          |                    |
| Pneumàtic davant     | 2,75 x 21                              |                    |
| Pneumàtic darrera    | 4,00 x 18                              |                    |
| Frens davant         | Tambor 110 mm                          |                    |
| Frens darrera        | Tambor 110 mm                          |                    |
| Pes en sec           | 92 Kg                                  |                    |
| Capacitat dipòsit    | 5,7 litres                             |                    |
| Trets característics | Dipòsit-selló estilitzat i xassís gris |                    |

Evolució

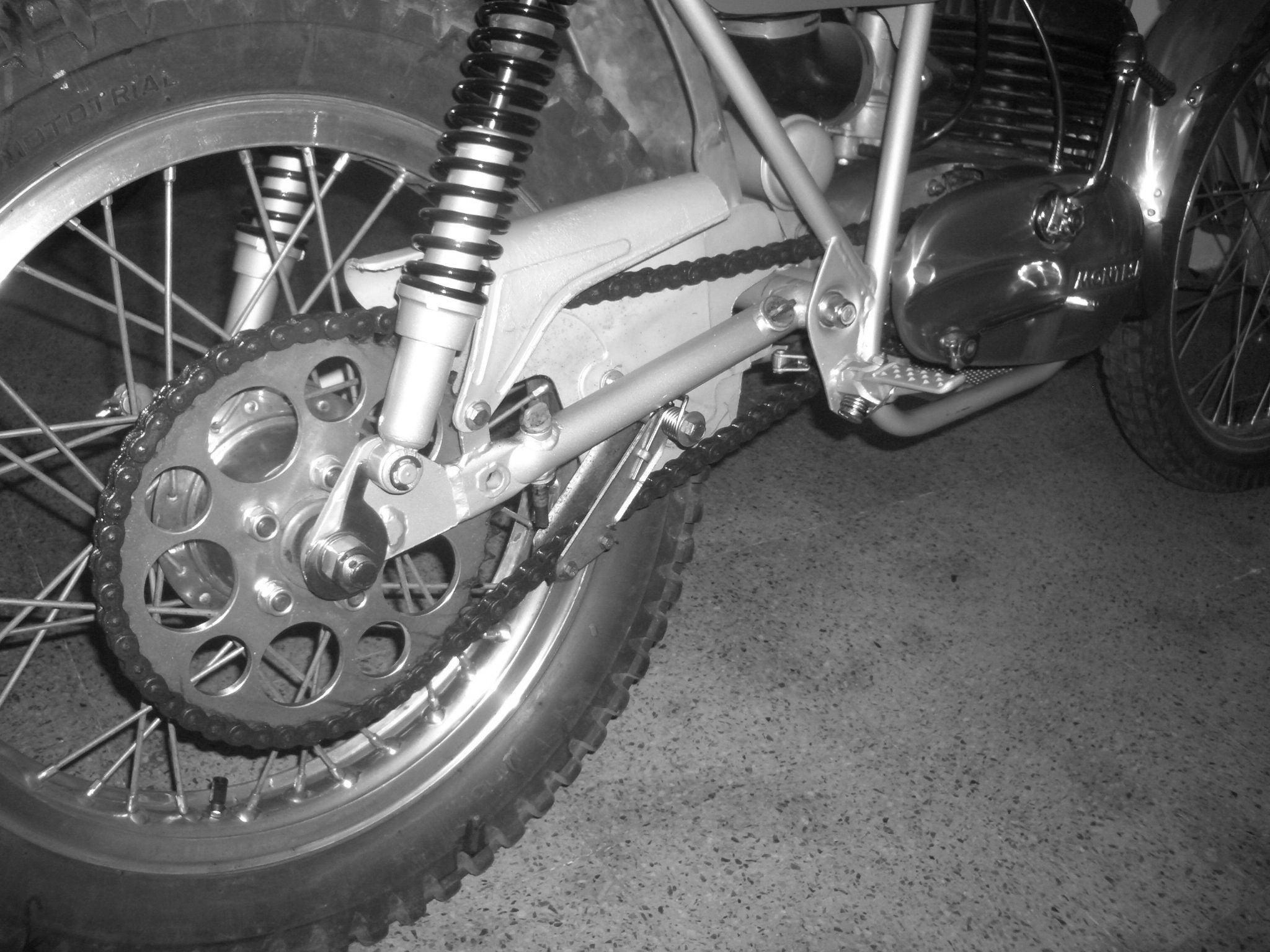
Detall del nou greixador de cadena de la MKIV (en aquesta unitat, el canvi encara era al costat dret)

Enmig d'aquesta versió es produeix una de les modificacions més dràstiques de la Cota 247: la palanca de canvis es mou al costat esquerre seguint les tendències internacionals del moment i atenent les exigències de la normativa dels EUA.
| • Llista de canvis |
| --- |
| - Xassís modificat, ja que el cavallet s'articula sobre basculant perquè un cop plegat quedi al costat del basculant quan està en moviment. - Nou parafang posterior. - Noves orelletes de subjecció del parafang posterior. - Nou dipòsit selló i ancoratge al xassís del mateix. - Nou anagrama. - Respirador al volant magnètic. - Nova monyeca cigonyal que passa de 18 a 20 mm de diàmetre. - Nou rodament cap biela sobredimensionat. - Contrapesos cigonyal de forats majors i forma diferent. - Protectors de goma a forquilla. - Nou manillar amb nònius posicionador. - Nous suports inferiors manillar. - Nou comandament de gas Amal més lleuger. - Nou basculant per a suport del cavallet. - Limitadors d'oscil·lació lateral del basculant. - Nou greixador de cadena. - Nova palanca de lleva fre anterior. - Nova palanca de fre del darrere amb molla per a llum d'aturada. - Nova posició palanca de fre posterior. - Nou silenciador intermedi, nova goma d'unió amb colze, primer silenciador final en forma de cigar fixat per molla (va durar molt poc i fou substituït de seguida per una petaca). - Nou volant magnètic i plat amb 5 bobines per als circuits extres. - Nou paquet de discs d'embragatge en forma d'estrella de la Cota 123 i 172. - Disc d'embragatge de l'esquerra en forma d'estrella (a la dreta, Ferodo reciclats). - Nova campana d'embragatge especifica per a Cota 247, abandonant la de la Impala. - Engranatge de primària amb tractament de carboni-sulfonitruració. - Inclusió del circuits elèctrics de llum de ciutat i aturada. - Nova òptica Rinder, commutador llums, llum posterior Leonelli, commutador d'aturada. - Nou estoig d'eines |

| • Llista de canvis |
| --- |
| - Nou cilindre i culata de millor rendiment - Silenciador final en forma de petaca i abraçadora a la unió del silenciador central, amb goma d'unió. - Nou cilindre - Nou carburador amb gicler de 35 - Nou pinyó de sortida. |

| • Llista de canvis |
| --- |
| - Canvi de costat del pedal de fre del darrere i del pedal de canvi: el fre es passa al costat dret, i el canvi a l'esquerre. - Nova palanca de canvi i eix del selector a la dreta - Nova palanca i fre del darrere a la dreta. - Nova posició palanca de fre posterior. - Nova palanca d'arrencada més sortint - Xassís modificat per a suportar l'eix del pedal fre del darrere, que passa al costat esquerre. - Nova aixeta de benzina. - Nous amortidors amb més recorregut. - Pistó amb nou perfil i nous segments de làmina d'acer per comptes dels anteriors d'origen Cappra GP 250. - Nova tapa del filtre. |

| • Llista de canvis |
| --- |
| - Incorporació de junta de càrter al costat dret del volant magnètic. - Nous raigs i llanda del darrere amb perfil anti-fang. |

| • Llista de canvis |
| --- |
| - Caixa portaeines de sèrie (abans era opcional). - Bloqueig de direcció de sèrie (abans era opcional). - Canvi de la tija inferior per a incloure avisador acústic.. - Nou manillar sense els suports de les manetes. - Noves manetes amb brida desmuntable del manillar de duralumini (d' origen Cappra V75 250) - Nou far i commutador de llums - Incorporació d'avisador acústic. |

| • Llista de canvis |
| --- |
| - Incorporació de volanderes laterals als rodaments de cap de biela i necessitat de rectificar els contrapesos del cigonyal. - Nou sector dentat del model King Scorpion (44M) |

### MKV ("74")
Fou una versió molt semblant a l'anterior, de la qual se'n diferenciava pel xassís (ara negre i més lleuger) i les molles dels amortidors del darrere. L'altra novetat era la incorporació d'una petaca final d'escapament, contribuint a disminuir molt la sonoritat.
Fitxa tècnica
| Versió "74" (MKV)    | Versió "74" (MKV)                       | Versió "74" (MKV)                              | Versió "74" (MKV) |
| -------------------- | --------------------------------------- | ---------------------------------------------- | ----------------- |
|                      | Cota 247                                | Cota 247-T                                     |                   |
| Núm. Sèrie           | 21M13107 - 21M19228                     | 21M13107 - 21M19228                            |                   |
| Anys                 | 1974                                    | 1974                                           |                   |
| CC                   | 247,69                                  | 247,69                                         |                   |
| Diàmetre x Carrera   | 72,55 x 60 mm                           | 72,55 x 60 mm                                  |                   |
| Compressió           | 10:1                                    | 10:1                                           |                   |
| CV                   | 19 a 6.500 rpm                          | 19 a 6.500 rpm                                 |                   |
| Carburador           | Amal 27 mm                              | Amal 27 mm                                     |                   |
| Canvi                | 5 velocitats                            | 5 velocitats                                   |                   |
| Suspensió davant     | Forquilla telescòpica Montesa           | Forquilla telescòpica Montesa                  |                   |
| Suspensió darrera    | Amortidors hidràulics Telesco           | Amortidors hidràulics Telesco                  |                   |
| Pneumàtic davant     | 2,75 x 21                               | 2,75 x 21                                      |                   |
| Pneumàtic darrera    | 4,00 x 18                               | 4,00 x 18                                      |                   |
| Frens davant         | Tambor 110 mm                           | Tambor 110 mm                                  |                   |
| Frens darrera        | Tambor 110 mm                           | Tambor 110 mm                                  |                   |
| Pes en sec           | 92 Kg                                   | 91 Kg                                          |                   |
| Capacitat dipòsit    | 5,7 litres                              | 8,1 litres                                     |                   |
| Trets característics | Dipòsit-selló estilitzat i xassís negre | Dipòsit amb embellidors daurats i punys negres |                   |

Evolució
| • Llista de canvis |
| --- |
| - Nou xassís més lleuger i pintat de negre. - Nou patí-guia de cadena en material més resistent al desgast. - Rodaments d'agulles de cap i peu de biela engabiats de tipus Dürkopp, prescindint de les volanderes de calat lateral. - Nou basculant alleugerit i pintat de negre. |

| • Llista de canvis |
| --- |
| - Nou suport portamatrícules - Nou far, commutadors de llums i cablejat elèctric amb connectors tipus "Faston" - Nou clàxon |

| • Llista de canvis |
| --- |
| - Nous punys de cautxú natural. - Tirant anterior del plat portasabates de duralumini. - Nova coberta de roda anterior. |

### VUK

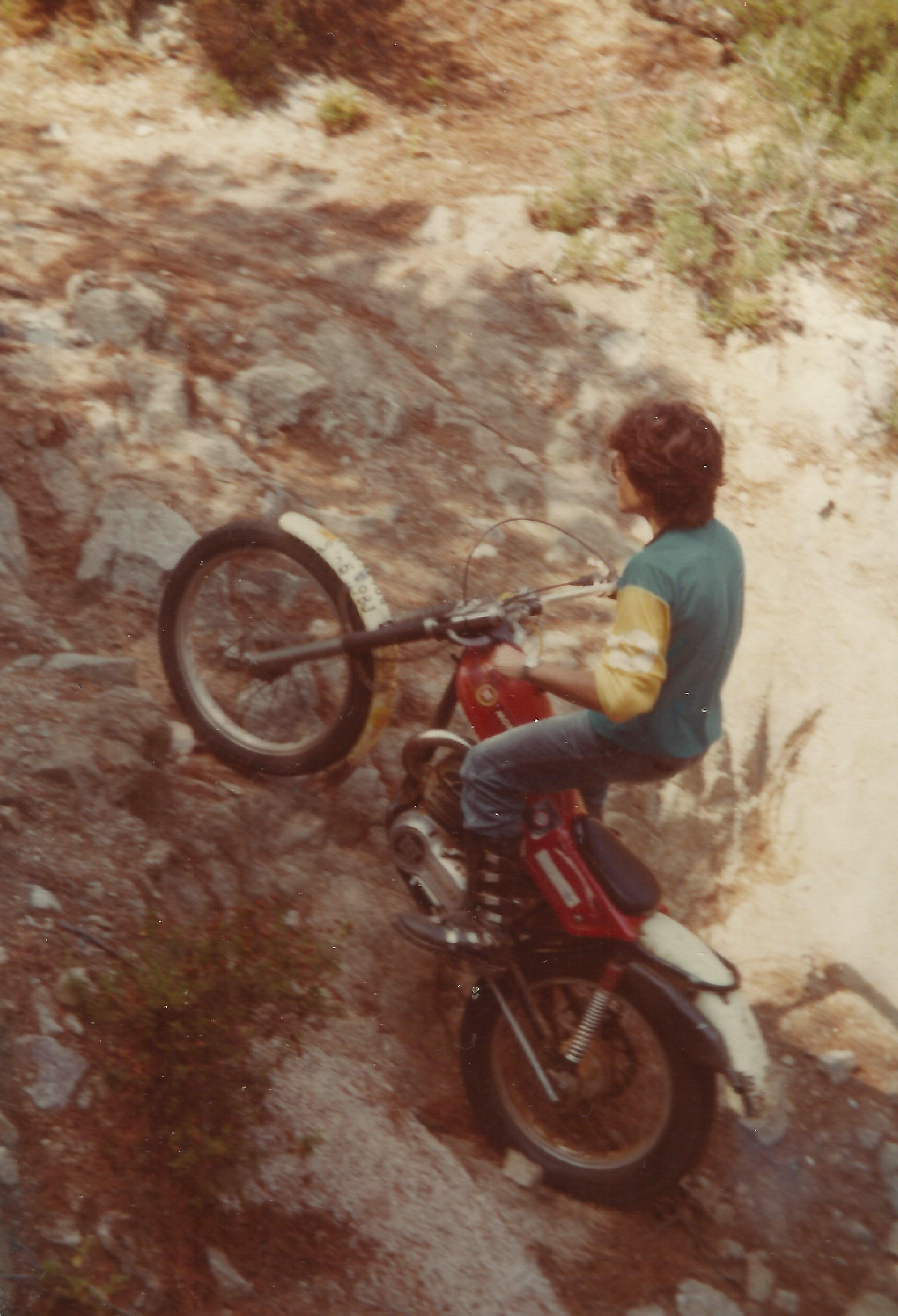
Un afeccionat practicant el trial amb una Cota 247 VUK el 1981 a Premià de Dalt

Les inicials VUK corresponen a "Versió Ulf Karlson", ja que aquesta versió recollia un seguit de novetats provades durant la temporada de 1974 al prototipus oficial del pilot suec. Estèticament, la VUK destacava per la franja horitzontal grana amb rivets daurats del dipòsit, on hi deia "Montesa" en lletres blanques. Al mateix temps, es substituí la petita etiqueta blanca de les tapes laterals per una de més gran també grana, amb la inscripció «Cota 247 Versión Ulf Karlson». El nou seient era més alt i flonjo que l'anterior. Al motor hi destacava la tapa del càrter esquerre en alumini polit i amb la "M" de Montesa en relleu sobre fons negre, tal com duien també les Cappra i duria després la Cota 348. El cable i palanca d'embragatge sortien ara per dalt.
Un altre element innovador era la corona de 40 dents en comptes dels 48 anteriors. Aquest allargament de la transmissió secundària implicava l'escurçament de la primària, per mantenir més o menys el desenvolupament final inalterat: el desenvolupament primari de pinyó-roda d'embragatge passava de 20-53 dents a 20-64, romanent els desenvolupaments de les cinc marxes intactes (el desenvolupament total sense comptar caixa de canvis era de 12,72 en les primeres versions i de 12,8 en la VUK). Aquest canvi de desenvolupament primari permetia reduir la mida de la corona -evitant així cops amb pedres i obstacles- i estrènyer el motor, perdent pes i probabilitat de cops als laterals.
Fitxa tècnica
| Versió Ulf Karlson ("VUK") | Versió Ulf Karlson ("VUK")              | Versió Ulf Karlson ("VUK") |
| -------------------------- | --------------------------------------- | -------------------------- |
|                            | Cota 247 VUK                            |                            |
| Núm. Sèrie                 | 21M19228 - 21M25137                     |                            |
| Anys                       | 1975 - 1978                             |                            |
| CC                         | 247,69                                  |                            |
| Diàmetre x Carrera         | 72,55 x 60 mm                           |                            |
| Compressió                 | 10:1                                    |                            |
| CV                         | 19 a 6.500 rpm                          |                            |
| Carburador                 | Amal 27 mm                              |                            |
| Canvi                      | 5 velocitats                            |                            |
| Suspensió davant           | Forquilla telescòpica Montesa           |                            |
| Suspensió darrera          | Amortidors hidràulics Telesco           |                            |
| Pneumàtic davant           | 2,75 x 21                               |                            |
| Pneumàtic darrera          | 4,00 x 18                               |                            |
| Frens davant               | Tambor 110 mm                           |                            |
| Frens darrera              | Tambor 110 mm                           |                            |
| Pes en sec                 | 88 kg                                   |                            |
| Capacitat dipòsit          | 5,7 litres                              |                            |
| Trets característics       | Dipòsit amb franja grana i càrters nous |                            |

Evolució
Enmig d'aquesta versió es modificà el parafang metàl·lic (de xapa d'alumini) posterior, incorporant-hi un tub de secció rectangular per on passaven els cables del llum posterior. Fou al final d'aquesta versió quan, per causa de la normativa francesa, el cubicatge del motor passà dels 247,7 a 237,5 cc, aprimant el pistó 1,5 mm de diàmetre i deixant-lo en 71 mm. Amb la nova cilindrada s'augmentà la relació de compressió, obligant a retardar l'encesa. Pel que fa a carburació, es mantenia l'Amal "Concentric" 627 amb el gicler principal abaixat de 150 a 140. Els amortidors Telesco se substituïren per uns Betor amb molles de pas variable.
| • Llista de canvis |
| --- |
| - Nou dipòsit amb adhesius "Versió Ulf Karlson". - Nou suport portamatrícules - Nou patí-guia de cadenes i protector de xassís i basculant (per a evitar possibles frecs de la cadena). - Nova tapa esquerra càrter i nou pinyó de primària Z20. - Bloqueig de direcció. - Nova tapa dreta amb doble vora circular. - Nova fixació de l'avisador acústic. - Corona amb 40 dents per comptes de 48. - Modificació basculant per adaptar-lo a la nova corona posterior. - Nova pipa de bugia estanca. - Nova palanca d'arrencada en ferro forjat. - Palanca d'embragatge per la part superior del càrter. - Nova campana d'embragatge amb engranatge Z64 i molles més llargs en repòs (longitud de 31,9 mm per comptes de 29,9 mm) Per tant, més fortes encara que siguin de la mateixa característica, 3,54 kg / mm - Protectors de manetes i comandament accelerador. - Nova palanca de canvis i eix selector. - Nou clàxon i suport en "L". - Nou velocímetre, sirga i desmultiplicador de la roda anterior per velocímetre. - S'afegeix un tornavís al conjunt d'eines. |

| • Llista de canvis |
| --- |
| - Nova caixa d'eines sota el selló - Nou portamatricules. - Nou dipòsit-selló biplaça amb ancoratge per tirants. - Nou xassís amb ancoratges per tirants del dipòsit-selló. - Maneguí entre tiges a les barres de les forquilles sense crom dur. - Nous amortidors del darrere Betor amb molles de pas variable. - Motor 237 cc de 71 mm de diàmetre i 60 de carrera per normativa francesa. - Nova tapa superior de la caixa del filtre. - Nova instal·lació elèctrica, nou commutador, nou far i nou pilot del darrere. - Substitució de l'estoig portaeines per un drap groc. |

### Cota 247-T ("75")
Aquesta versió, apareguda el juliol de 1975, es basava en la VUK.
Fitxa tècnica
| Versió "75"          | Versió "75"                                     | Versió "75" |
| -------------------- | ----------------------------------------------- | ----------- |
|                      | Cota 247-T                                      |             |
| Núm. Sèrie           | 21M19779                                        |             |
| Anys                 | 1975                                            |             |
| CC                   | 247,69                                          |             |
| Diàmetre x Carrera   | 72,55 x 60 mm                                   |             |
| Compressió           | 10:1                                            |             |
| CV                   | 19 a 6.500 rpm                                  |             |
| Carburador           | Amal 27 mm                                      |             |
| Canvi                | 5 velocitats                                    |             |
| Suspensió davant     | Forquilla telescòpica Montesa                   |             |
| Suspensió darrera    | Amortidors hidràulics Telesco                   |             |
| Pneumàtic davant     | 2,75 x 21                                       |             |
| Pneumàtic darrera    | 4,00 x 18                                       |             |
| Frens davant         | Tambor 110 mm                                   |             |
| Frens darrera        | Tambor 110 mm                                   |             |
| Capacitat dipòsit    | 8,1 litres                                      |             |
| Trets característics | Dipòsit amb embellidors daurats i punys marrons |             |

### Cota 247-T ("76")
Versió llançada el maig de 1976. Es distingia per la seva nova decoració, amb una franja adhesiva grana al dipòsit (en comptes de l'anterior, daurada).
Fitxa tècnica
| Versió "76"          | Versió "76"                             | Versió "76" |
| -------------------- | --------------------------------------- | ----------- |
|                      | Cota 247-T                              |             |
| Núm. Sèrie           | 21M21482                                |             |
| Anys                 | 1976 - 1977                             |             |
| CC                   | 247,69                                  |             |
| Diàmetre x Carrera   | 72,55 x 60 mm                           |             |
| Compressió           | 10:1                                    |             |
| CV                   | 19 a 6.500 rpm                          |             |
| Carburador           | Amal 27 mm                              |             |
| Canvi                | 5 velocitats                            |             |
| Suspensió davant     | Forquilla telescòpica Montesa           |             |
| Suspensió darrera    | Amortidors hidràulics Telesco           |             |
| Pneumàtic davant     | 2,75 x 21                               |             |
| Pneumàtic darrera    | 4,00 x 18                               |             |
| Frens davant         | Tambor 110 mm                           |             |
| Frens darrera        | Tambor 110 mm                           |             |
| Capacitat dipòsit    | 8,1 litres                              |             |
| Trets característics | Dipòsit amb franja grana i càrters nous |             |

### Cota 247 C
El 1978, amb la Cota 348 plenament implantada, la dificultat que suposava per a la 247 competir amb la seva germana gran feu que se'n volgués obtenir l'últim rèdit i per això aparegué aquesta darrera versió, identificada amb la "C" de "Competició". En ser realitzada expressament per al mercat francès, la seva cilindrada era uns 10 cc menys que la de les versions anteriors, tal com ja s'havia començat amb les darreres unitats de la "Versió Ulf Karlson".
La influència de la Cota 348 era visible al nou disseny del dipòsit-selló (amb unes ratlles pintades de negre) i els seus tirants de goma que s'enganxaven al xassís. El tap de benzina tornava al costat dret deixant l'altra banda la presa de ventilació del dipòsit com en les primeres Cota. Un altre aspecte diferenciador varen ser els parafangs blancs de plàstic. La forquilla incorporava el sistema d'aire comprimit (com a les Cota 348) per a la regulació de la duresa de la suspensió, dotant-les d'una vàlvula (un sistema que s'abandonà ràpidament per les fuites d'aire). El 14 d'octubre de 1980 sortí de la cadena de producció la darrera Cota 247 de Montesa; la seva successora directa seria la Cota 248, llançada aquell mateix any. A banda, el motor de 237,5 cc desenvolupat per a la 247 C fou la base de la nova Cota 242, comercialitzada el 1984.
Fitxa tècnica
| Versió "C"           | Versió "C"                                 | Versió "C" |
| -------------------- | ------------------------------------------ | ---------- |
|                      | Cota 247 C                                 |            |
| Núm. Sèrie           | 21M25137 - 21M27337                        |            |
| Anys                 | 1978 - 1980                                |            |
| CC                   | 237,5                                      |            |
| Diàmetre x Carrera   | 71 x 60 mm                                 |            |
| Compressió           | 11:1                                       |            |
| CV                   | 19 a 6.500 rpm                             |            |
| Carburador           | Amal 27 mm                                 |            |
| Canvi                | 5 velocitats                               |            |
| Suspensió davant     | Forquilla telescòpica Montesa              |            |
| Suspensió darrera    | Amortidors hidràulics Betor                |            |
| Pneumàtic davant     | 2,75 x 21                                  |            |
| Pneumàtic darrera    | 4,00 x 18                                  |            |
| Frens davant         | Tambor 110 mm                              |            |
| Frens darrera        | Tambor 110 mm                              |            |
| Capacitat dipòsit    | 5 litres                                   |            |
| Trets característics | Dipòsit-selló amb ratlles negres i tirants |            |

Evolució
| Núm. Sèrie | Data         | Canvis |
| --- | ------------ | --- |
| 21M25137 | juny 1978    | \| • Llista de canvis \| \| ------------------------------------------------------------------------------------------------------------------------------------------------------------------------------------------- \| \| - Nous parafangs blancs de plàstic per comptes dels de xapa. - Nou dipòsit-selló amb ancoratge per tirants tipus Cota 348 - Nova caputxa de goma a l'articulació de la palanca d'arrencada. \| |
| 21M25307 | juliol 1978  | Nova Cota 247-T |
| 21M27337 | octubre 1980 | Darrera Cota 247 fabricada. |
| • Llista de canvis |              | |
| - Nous parafangs blancs de plàstic per comptes dels de xapa. - Nou dipòsit-selló amb ancoratge per tirants tipus Cota 348 - Nova caputxa de goma a l'articulació de la palanca d'arrencada. |              | |

### Cota 247-T ("78")
Versió llançada el juliol de 1978, poc després de la Cota 247 C, de qui n'heretava totes les característiques. El conjunt dipòsit-selló es canvià per un de molt semblant al de la Cota 348.
Fitxa tècnica
| Versió "78"          | Versió "78"                    | Versió "78" |
| -------------------- | ------------------------------ | ----------- |
|                      | Cota 247-T                     |             |
| Núm. Sèrie           | 21M25307                       |             |
| Anys                 | 1978                           |             |
| CC                   | 237,5                          |             |
| Diàmetre x Carrera   | 71 x 60 mm                     |             |
| Compressió           | 11:1                           |             |
| CV                   | 19 a 6.500 rpm                 |             |
| Carburador           | Amal 27 mm                     |             |
| Canvi                | 5 velocitats                   |             |
| Suspensió davant     | Forquilla telescòpica Montesa  |             |
| Suspensió darrera    | Amortidors hidràulics Betor    |             |
| Pneumàtic davant     | 2,75 x 21                      |             |
| Pneumàtic darrera    | 4,00 x 18                      |             |
| Frens davant         | Tambor 110 mm                  |             |
| Frens darrera        | Tambor 110 mm                  |             |
| Pes en sec           | 87 kg                          |             |
| Capacitat dipòsit    | 6,7 litres                     |             |
| Trets característics | Dipòsit-selló tipus "Cota 348" |             |